# L'Enquête de l'inspecteur Morgan
Pour les articles homonymes, voir Blind Date.
Pour plus de détails, voir Fiche technique et Distribution.
L'Enquête de l'inspecteur Morgan (Blind Date) est un film britannique de Joseph Losey, sorti en 1959.

## Synopsis
À Londres, un jeune peintre d'origine néerlandaise, Jan Van Rooyen, se rend chez sa maîtresse. Ne la trouvant pas, il finit par s'endormir, après avoir tourné en rond un moment. À son réveil, l'appartement est envahi par des policiers : dans une pièce à côté, on vient de découvrir l'occupante des lieux, morte étouffée. Van Rooyen est le "coupable idéal", un peu trop aux yeux de l'inspecteur Morgan, qui dirige l'enquête ...  

## Fiche technique
- Titre : L'Enquête de l'inspecteur Morgan
- Titre original : Blind Date
- Titre alternatif aux États-Unis : Chance Meeting
- Réalisateur : Joseph Losey
- Scénario : Ben Barzman et Millard Lampell, d'après un roman de Leigh Howard
- Directeur de la photographie : Christopher Challis
- Musique : Richard Rodney Bennett (crédité Richard Bennett)
- Direction musicale : Malcolm Arnold
- Directeur artistique : Harry Pottle
- Costumes : Morris Angel et Trevor Crole-Rees
- Montage : Reginald Mills
- Producteur : David Deutsch, pour Sydney Box Associates et Independent Artists
- Genre : Policier et drame
- Format : Noir et blanc
- Durée : 95 minutes
- Date de sortie : Royaume-Uni : août 1959
- Affiche : Boris Grinsson (France)

## Distribution
- Hardy Krüger : Jan Van Rooyen
- Stanley Baker : L'inspecteur Morgan
- Micheline Presle : Lady Fenton
- John Van Eysser : L'inspecteur Westover
- Gordon Jackson : Le sergent
- Robert Flemyng : Sir Brian Lewis
- Jack MacGowran : Le postier
- Redmond Phillips : Le médecin de la police
- George Roubicek : Un agent de police
- Lee Montague : Le sergent Farrow
- David Markham : Sir Howard Fenton